# Суринам на Олимпийских играх
Суринам принимал участие в 12 летних Олимпийских играх. Дебютировал на летних Олимпийских играх в Риме. С тех пор участвовал во всех летних Играх, кроме Игр в Токио и в Москве. В зимних Олимпийских играх Суринам никогда не участвовал. За время выступления на Олимпийских играх спортсмены Суринама завоевали две олимпийские медали. Обе медали были завоёваны пловцом Энтони Нести на дистанции 100 метров баттерфляем: одна золотая медаль на Играх 1988 года в Сеуле и одна бронзовая на Играх 1992 года в Барселоне.

## Медалисты
| Медаль | Спортсмен    | Игры           | Вид спорта | Дисциплина                 |
| ------ | ------------ | -------------- | ---------- | -------------------------- |
| Золото | Энтони Нести | 1988 Сеул      | Плавание   | 100 м, баттерфляй, мужчины |
| Бронза | Энтони Нести | 1992 Барселона | Плавание   | 100 м, баттерфляй, мужчины |

## Медальный зачёт
| Игры           | Золото | Серебро | Бронза | Всего |
| -------------- | ------ | ------- | ------ | ----- |
| 1988 Сеул      | 1      | 0       | 0      | 1     |
| 1992 Барселона | 0      | 0       | 1      | 1     |
| Итого          | 1      | 0       | 1      | 2     |